# Rosi Braidotti
Rosi Braidotti (/braɪˈdɒti/; * 28. září 1954 Latisana, Itálie) je současná italsko-australská filozofka a feministická teoretička.

## Životopis

### Kariéra
Rosi Braidotti se narodila v Itálii. Ve svých šestnácti letech se přestěhovala do Austrálie, kde v roce 1977 promovala na Australská národní univerzita v Canbeře. V průběhu svého studia obdržela univerzitní medaili za filozofii a cenu University Tillyard. Následně pokračovala doktorským studiem na Sorbonně, jež roku 1981 ukončila doktorátem z filozofie. Od roku 1988 působí jako profesorka a zakladatelka feministických studií na nizozemské univerzitě v Utrechtu. V roce 1995 založila Nizozemskou výzkumnou školu feministických studií, na které působila jako ředitelka až do roku 2005.
Braidotti je průkopnicí evropských feministických studií: založila meziuniverzitní síť NOISE a globálně-společenskou síť pro feministická studia ATHENA, kterou řídila až do roku 2005. V letech 2005–6 působila jako "Leverhulme Trust" hostující profesorka na Birkbeck College; v letech 2002-3 byla "Jean Monnet" hostující profesorkou na Evropském univerzitním institutu ve Florencii; a v roce 1994 působila jako výzkumnice na fakultě sociálních věd na Institute for Advanced Study v Princetonu.
V roce 2008 se stala zakládající členkou Evropského konsorcia pro humanitní instituce a centra (ECHIC). V roce 2010 byla zvolena členkou správní rady Konsorcia pro humanitní intituce a centra (CHCI) a v roce 2014 členkou vědecké rady Conseil National de la Recherche Scientifique ve Francii. Na Utrechtské univerzitě, kde doposud působí jako uznávaná profesorka, založila Centrum pro humanitní vědy (2007–2016).
Braidotti také je členkou poradního výboru mnoha vědeckých a feministických časopisů, včetně differences, Signs, Women's Studies International Forum, and Feminist Formations.

### Čtyři publikace o subjektivitě
Braidotti publikace jsou důsledně zařazovány do kontextu kontinentální filozofie s přesahem do sociální a politické teorie, kulturní politiky, genderových studií, feministické teorie a etnických studií. Konstitutivním jádrem její interdisciplinární práce jsou čtyři vzájemně propojené monografie o konstrukci současného subjektu se zvláštním důrazem na chápání "jinakosti" v dějinách evropské filozofie a politické teorie (ve smyslu odlišnosti od humanistického subjektu ustanoveného v rámci eurocentrického paradigmatu a reprezentovaného Vitruvijským mužem Leonarda da Vinciho). V rámci svého filosofického konstruktu Braidotti prověřuje, jakým způsobem lze fenomén "jinakosti" vnímat v pozitivních konotacích a dochází k závěru, že to vyžaduje překročení dialektiky, která "jinakost" naopak spojuje s negativními konotacemi.
O této výchozí filozofické pozici svědčí i její první kniha Patterns of Dissonance: An Essay on Women in Contemporary French Philosophy (1991), která byla dále rozvinuta v trilogii.
V následující knize Nomadic Subjects: Embodiment and Difference in Contemporary Feminist Theory (1994) je otázka týkající se fenoménu "jinakosti" formulována konkrétněji. Braidotti se v ní táže, zda lze genderové, etnické, kulturní nebo evropské rozdíly chápat mimo svěrací kazajku hierarchie a binární opozice. V knize Metamorphoses: Towards a Materialist Theory of Becoming (2002) analyzuje nejen genderové rozdíly, ale také kategoričtější binární rozdíly mezi "já" a "jinými" - evropskými a zahraničními, lidskými a nelidskými (zvířecími / environmentálními/ technologickými a jinými).
Podle jejích závěrů současné kulturní reprezentace globalizovaného, technologicky zprostředkovaného, etnicky smíšeného a genderově vědomého světa, který nyní obýváme, strukturuje systematická ambivalence. Vyvstává proto otázka, co je zapotřebí k vytvoření adekvátní kulturní a politické reprezentace člověka v současném rychle se měnícím světě.
V posledním dílu trilogie Transpositions: On Nomadic Ethics (2006) se dostává do popředí etická dimenze teorie "jinakosti". Braidotti zkoumá různé etické přístupy, vycházející z ambice zkoumat "jinakost" jako určující společenský fenomén a dochází k závěru, že suspendováním dosavadního normativu humanistického subjektu (založeného na přesvědčení, že politickou účast, morální empatii a sociální soudržnost lze vytvořit pouze na základě předpokladu jakéhosi univerzálního subjektu) lze spíše než ztratit na konzistentnosti naopak mnohé získat.
Braidotti prosazuje alternativní pohled na subjektivitu, etiku a emancipaci, staví rozmanitost proti postmodernímu riziku kulturního relativismu a zároveň stojí proti principům liberálního individualismu. V průběhu své práce Braidotti poukazuje na skutečnost, že je důležité kombinovat teorii se sociálně a politicky relevantním výzkumem přispívajícím ke skutečné změně ve světě. Její výstupy obsahují několik upravených vydání a její práce byly přeloženy do celkem devatenácti jazyků; všechny hlavní knihy pak do nejméně do tří jazyků mimo angličtinu.

### Nejnovější publikace
Její nejnovější kniha The Posthuman (Polity Press, 2013) nabízí úvod i hlavní příspěvek k současným debatám o posthumanismu. Vzhledem k tomu, že dochází k stírání tradičního rozdílu mezi člověkem a jeho "jinými" a odkrývá se lidská "nepřirozenost", začíná kniha The Posthuman zkoumáním toho, do jaké míry posthumanistický obrat vytěsňuje tradiční představu o humanistickém subjektu jako jednotě. Spíše než vnímat tuto situaci jako ztrátu kognitivního a morálního sebeovládání, Braidotti nabízí tvrzení, že post-člověk nám pomáhá pochopit naši flexibilní a rozmanitou identitu.
Braidotti poté analyzuje eskalující účinky post-antropocentrického myšlení, které zahrnuje nejen jiné druhy, ale také udržitelnost naší planety jako celku. Jelikož současná tržní ekonomika těží z kontroly a komodifikace všeho, co žije, dochází k hybridizaci a vymazání kategorických rozdílů mezi člověkem a jinými druhy - semeny, rostlinami, zvířaty a bakteriemi. Tyto dislokace vyvolané globalizovanými kulturami a ekonomikami umožňují kritiku antropocentrismu.
The Posthuman uzavírá zvážením důsledků těchto posunů pro institucionální praxi humanitních věd. Braidotti nastiňuje nové formy kosmopolitního neohumanismu, které vycházejí ze spektra postkoloniálních a etnických studií, stejně tak jako z genderové analýzy a ekologie. Úkolem posthumánního stavu je chopit se příležitostí pro nové sociální vazby a budování komunity a současně usilovat o udržitelnost a rovné zastoupení.
V roce 2011 Braidotti vydala dvě nové knihy: obnovené a revidované vydání Nomadic Subjects a sbírku esejů Nomadic Theory. ''Přenosná Rosi Braidotti''. Sbírka poskytuje základní úvod do nomádské teorie Rosi Braidotti a jejích inovativních formulací, které se nesou v kontextu s Gillesem Deleuze, Michelem Foucaultem, Luce Irigarayovou a řadou politických a kulturních otázek. Tematicky uspořádané eseje začínají takovými koncepty, jako je sexuální "jinakost" a ztělesněná subjektivita, a pokračují výzkumy v oblasti technoscience, feminismu, postsekulárního občanství a politiky uznání.
Braidotti, ovlivněná filozofy, jako je Gilles Deleuze a zejména francouzskou feministickou myslitelkou Luce Irigarayovou, přivedla postmoderní feminismus do informačního věku svými úvahami o kyberprostoru, protéze a významnosti "jinakosti". Je také průkopnicí evropských perspektiv ve feministické filozofické praxi a má vliv na [třetí vlnu i postsekulární feminismy].

### Vyznamenání
Dne 3. března 2005 byla Braidotti vyznamenána královským rytířským řádem od nizozemské královny Beatrix; v srpnu 2006 získala univerzitní medaili na University of Łódź a v květnu 2007 jí byl na Helsinské univerzitě udělen čestný titul z filozofie. V roce 2009 byla zvolena čestnou členkou Australské akademie humanitních věd. Od roku 2009 je členkou správní rady CHCI (Consortium of Humanities Center and Institutes). V roce 2013 získala čestný titul z filozofie na Linköping University ve Švédsku a v roce 2014 byla zvolena členkou Academia Europaea in 2014.

### Mezinárodní aktivity (2011 – současnost)
- 2017: Přednesl Tanner přednášky o lidských hodnotách v Whitney Humanities Center, Yale University (1. - 3. března 2017).[8]
- 2015 – současnost: jmenován členem hlavní skupiny řídícího výboru pro první světovou konferenci o humanitních vědách organizovanou CIPSH (Conseil International de la Philosophie et des Sciences Humaines), UNESCO a University of Lutych (Belgie), 6. – 12. srpna, 2017. Předsedové konference: Prof. Chao Gejin (Peking) a Prof. Robert Halleux (univerzita v Lutychu).
- 2014: zvolen členem vědecké rady Conseil National de la Recherche Scientifique ve Francii.
- 2012: Mellon Foundation Grant na mezinárodní projekt spolupráce s: „Religion and Political Belonging“, s University of Portland, Oregon; University of Arizona, of Tel Aviv, The Chinese University of Hong Kong and Duke University in USA.
- 2011 - dosud: Zakládající člen Evropského konsorcia pro humanitní instituty a centra ECHIC.

### Knihy
- 1991, Patterns of Dissonance: an Essay on Women in Contemporary French Philosophy,: Cambridge: Polity Press; USA: Routledge, pp. 316. 2. vydání: 1996.
- 1994, se spoluautory: Ewa Charkiewicz, Sabine Hausler and Saskia Wieringa: Women, the Environment and Sustainable Development. Towards a Theoretical Synthesis, London: Zed Books Archivováno 25. 2. 2011 na Wayback Machine., pp. 220.
- 1994, Nomadic Subjects. Embodiment and Sexual difference in Contemporary Feminist Theory. Cambridge: Columbia University Press, pp. 326.
- 1996, Madri, Mostri e Macchine, Rome: Manifesto Libri Archivováno 31. 7. 2019 na Wayback Machine., S doslovem Anna Maria Crispino. Druhé doplněné a revidované vydání: 2005.
- 2002, Nuovi soggetti nomadi, Roma: Luca Sossella editore, pp. 201.
- 2002, Metamorphoses: Towards a Materialist Theory of Becoming, Cambridge: Polity Press, pp. 317.
- 2003, Baby Boomers: Vite parallele dagli anni Cinquanta ai cinquant’anni, Florence: Giunti Archivováno 20. 6. 2012 na Wayback Machine., pp. 191.
- 2004, Feminismo, diferencia sexual y subjetividad nomade, Barcelona: Gedisa, pp. 234.
- 2004, Op doorreis: nomadisch denken in de 21ste eeuw, Amsterdam: Boom Archivováno 31. 3. 2016 na Wayback Machine., pp. 298.
- 2006, Transpositions: On Nomadic Ethics, Cambridge: Polity Press pp. 304.
- 2007, Egy nomád térképei. Feminizmus a posztmodern után, Budapest: Balassi Kiado Archivováno 26. 2. 2021 na Wayback Machine., pp. 137.
- 2009, La philosophie, là où on ne l’attend pas, Paris: Larousse Archivováno 16. 10. 2019 na Wayback Machine., pp. 286.
- 2011a, Nomadic Subjects. Embodiment and Sexual Difference in Contemporary Feminist Theory, Druhé vydání, New York: Columbia University Press, pp. 334.
- 2011b, Nomadic Theory. The Portable Rosi Braidotti, New York: Columbia University Press, pp. 416.
- 2013, The Posthuman. Cambridge, Polity Press.
- 2017, Per Una Politica Affermativa. Milano: Mimesis/I Volti.
- 2017, Posthuman Feminism. Cambridge, Polity Press.

### Překlady

#### Posthuman
- Turecký překlad: Insan Sonrasi, Istanbul: Kolektif, 2014, str. 240.
- Německý překlad: Posthumanismus: Leben jenseits des Menschen, Frankfurt / New York: Campus, 2014, str. 215.
- Italský překlad: Il postumano. La vita oltre il sé, oltre la specie, oltre la morte, Rome: Derive Approdi, 2014, pp. 256. .
- Polský překlad: Po człowieku, Warszawa: Wydawnictwo Naukowe PWN SA, 2014, pp. 380.
- Korejský překlad: 포스트 휴먼. Soul: Acanet, 2015.
- Čínský překlad: 后 人类 ， trans. Gencheng Song, nakladatelství Henan, 2016.6
- Rumunský překlad: Braidotti, Rosi. (2016). Postumanul. Trad. Ovidiu Anemțoaicei. București: Hecate.

#### Transpozice
- Italský překlad: Trasposizioni. Sull'etica nomade, Roma: Luca Sosella Editore, 2008, str. 343.
- Španělský překlad: Transposiciones, Barcelona: Gedisa, 2009, str. 414.

#### Metamorfózy
- Italský překlad: In Metamorfosi, Milano: Feltrinelli, 2003.
- Španělský překlad: Metamorfosis. Hacia una teoria materialista del devenir, Madrid: Akal Ediciones, 2005
- Korejský překlad: Moonhwa Kwahak Sa., 2011

#### Nomádské subjekty
- Řecký překlad: Νομαδικά Yποκείμενα: Ενσωματότητα και έμφυλη διαφορά στη σύγχρονη φεμινιστική θεωρία, Athény: Nissos Archivováno 8. 4. 2018 na Wayback Machine., 2014.
- Italský překlad: Soggetto Nomade, Řím: Donzelli, 1995.
- Španělský překlad: Sujetos Nómades Corporización y Diferencia Sexual en la Teoria Feminista Contemporánea, Buenos Aires, Barcelona, Mexiko: Paidos, 2000.
- Překlad některých výtažků z knihy Nomádské subjekty do ruštiny pro knihu Antology on Western Gender Studies Theory, book Introduction to Gender Studies, St. Petersburg: Aleteia and Kharcov Center for Gender Studies, 2001. Přeložil Zaven Babloyan.
- Překlad kapitoly 8 do portugalštiny: Genero, Identitade e Desejo. Antologia Critica do Femminismo Contemporaneo, Lisboa: Ediçoes Cotovia Archivováno 25. 4. 2019 na Wayback Machine., 2002.
- Korejský překlad ,ISBN 89-951903-8-8, 2005.
- Ruský překlad kapitoly 8, 1970-2000, Moskva: RosPen, 2005.
- Polský překlad: Podmioty Nomadyczne. Ucieleśnienie I różnica seksualna w feminizmie współczesnym, Warszawa: Wydawnictwa Naukowe I Profesjonalne, 2009.

#### Vzory disonance
- Holandský překlad: Beelden van de leegte. Kampen: Kok Agora, 1991; Amsterdam: Duhové brožované vydání, 1995.
- Finský překlad: Riitasointuja. Tampere: Vastapaino, 1993.
- Italský překlad: Dissonanze. Le donne e la filosofia contemporanea. Milano: La Tartaruga, 1994.

## Video rozhovory a dokumenty
- 2014, 'The value of the Humanities', trailer - ValueMedia.
- 2014, 'Indebted Citizenship: Rosi Braidotti on crisis, capital and austerity' - Video Interview by Andrea Mura.
- 2014 'Soggettività nomadi e vie di fuga postumane': il video dell’incontro con Rosi Braidotti Archivováno 20. 11. 2015 na Wayback Machine. - University of Bologna.
- 2013, Why Matter Matters? - Bern University.
- 2011, 'London Riots. A conversation between Rosi Braidotti and Paul Gilroy' - Utrecht University
- 2011, Intervista a Rosi Braidotti - Video interview by Associazione ASIA.
- 2010, 'In Conversation with Rosi Braidotti' - The Perpetual Peace Project, directed by Laura Hanna of Hidden Driver Productions, Alexandra Lerman of ScribeMedia Arts Culture, and Aaron Levy of the Slought Foundation.
- 2010, 'What's up with Gender' Documentary - Utrecht University, video interviews by Bad Brya.
- 2009, Feature-length film released as DVD on Braidotti's life and work by Andrea Petõ and Hungarian producer Ilona Hernádi. Primatv Production.
- 2008, Video-Intervista a Rosi Braidotti - Video interview by Annamaria Tagliavini, Server Donne.

## Rozhovory
- 2017, Short interview at the World Humanities Conference in Liege
- 2015, 'Rosi Braidotti's microcosm' - DUB, interview by Ivar Pel.
- 2014, Borrowed Energy Archivováno 25. 2. 2016 na Wayback Machine. - frieze, interview by Timotheus Vermeulen.
- 2013, 'Een sublieme uitdaging voor onze generatie' - Groene Amsterdammer, interview by Marja Pruis.
- 2011, 'Ik ben een post-mens, dus ik ben' Archivováno 6. 7. 2018 na Wayback Machine. - [human.nl Human].
- 2009, Vrouwelijke hoogleraren : Het academische glazen plafond - Weekbladpers Tijdschriften Archivováno 27. 2. 2021 na Wayback Machine., interview by Padu Boerstra.
- 2009, Rondgang : Hooggeleerde vrouwen nu / De tien beste van Nederland - Weekbladpers Tijdschriften Archivováno 27. 2. 2021 na Wayback Machine., interview by Padu Boerstra, Carolina Lo Galbo, Maurits Martijn en Tomas Vanheste.
- 2008, Deleuze, Feminism, and the New European Union: An Interview with Rosi Braidotti - [transit.berkeley.edu/ Transit] 4(1), interview by Pascale LaFountain.
- 2008, 'Europe does not make us dream' Archivováno 4. 3. 2016 na Wayback Machine. - Translate, interview by Rutvica Andrijašević.
- 2008, 'Ook als er auto’s branden in Overvecht moet de universiteit zich laten horen’: Hoogleraar Rosi Braidotti werkt met Centre for Humanities aan meer dynamiek in de faculteit Geesteswetenschappen Archivováno 29. 5. 2016 na Wayback Machine., DUB, interview by Xander Bronkhorst.

## Přednášky
- 2017, Tanner Lectures on Human Values 1: "Aspirations of a Posthumanist", Yale University.
- 2017, Tanner Lectures on Human Values 2: "Memoirs of a Posthumanist", Yale University.
- 2016, Posthuman Feminism, the Institute for Research on Women, Gender, and Sexuality, Columbia University.
- 2015, Keynote Lecture - Deleuze and Guattari Conference, Cape Town, South Africa.
- 2015, Keynote Lecture - Posthumanism and Society Conference, New York City.
- 2015, Posthuman, all too Human? A Cultural Political Cartography - University of East London.
- 2014, Vitalismo – Materia - Affermazione Archivováno 20. 11. 2015 na Wayback Machine. - University of Bologna.
- 2014, Thinking as a Nomadic Subject - ICI Berlin.
- 2014, Critical Posthumanism: keynote lecture Archivováno 22. 7. 2019 na Wayback Machine. - Beyond the Human conference Archivováno 21. 11. 2015 na Wayback Machine., Jawaharlal Nehru University, New Delhi, India.

## Promluvy
- 2015, Music, Drugs and Emancipation: On Bach’s Coffee Cantate - Eventalk Series, Early Music Festival, Utrecht.
- 2014, Punk Women and Riot Grrls - First Supper Symposium, Oslo, Norway.